# Bouvier-Stummelaffe
Der Bouvier-Stummelaffe (Piliocolobus bouvieri) ist eine extrem seltene Primatenart aus der Gattung der Roten Stummelaffen (Piliocolobus), die am rechten Ufer des Kongos in der Republik Kongo vorkommt. Die Art galt lange Zeit als Unterart des Pennant-Stummelaffen (Piliocolobus pennantii) von der äquatorialguineischen Insel Bioko, erhielt jedoch 2007 von Colin Groves den Rang einer eigenständigen Art. Neuere Veröffentlichungen, darunter das Handbook of the Mammals of the World, Band 3, Primates (2013), haben diese Klassifizierung übernommen. Benannt ist die Art nach dem französischen Zoologen Aimé Bouvier († 1919).

## Merkmale
Bouvier-Stummelaffe

Link zum Bild

Größenangaben liegen nur von zwei Weibchen vor. Die Kopf-Rumpf-Länge der beiden Exemplare beträgt ungefähr 58 cm und die Schwanzlänge ungefähr 76 cm. Sowohl die Größenangaben der Männchen als auch Gewichtsangaben für beide Geschlechter sind unbekannt. Gemessen an den beiden bekannten Museumsexemplaren, ist der Bouvier-Stummelaffe eine ziemlich kleine und langschwänzige Art. Das Fell ist an der Oberseite glänzend rot. Der Mantel, der bis zur Rückenmitte verläuft, ist schmal, schwarz und ungebändert. Die Unterseite ist heller (teils braun und teils rötlichbraun) und die Oberschenkel sind gelblicher rötlichbraun als die Flanken. Der Schwanz ist an der Wurzel dunkel und wird zur Spitze hin goldbraun bis rötlichbraun. Der Oberkopf ist rot und weist keine Wirbel auf. Über den Augen verläuft ein starres, schwarzes Band. Hinter jedem Ohr befindet sich ein kleiner Büschel. Ein schwarzer Stirnriemen umrandet den Stirnwirbel und verläuft seitlich auf den Schläfen. Das Gesicht ist hell schiefergrau mit großen rosa Augenringen. Die helle Gesichtsmusterung des Bouvier-Stummelaffen ist ziemlich einzigartig. Sie variiert von fleischfarben mit schwarzen Wangenknochen und Augenbrauen bis zu dunkleren Gesichtern, wo nur die Nase und die Lippen hellfarbig sind. Das Kinn ist mit weißen Haaren bedeckt.

## Verbreitung und Lebensraum

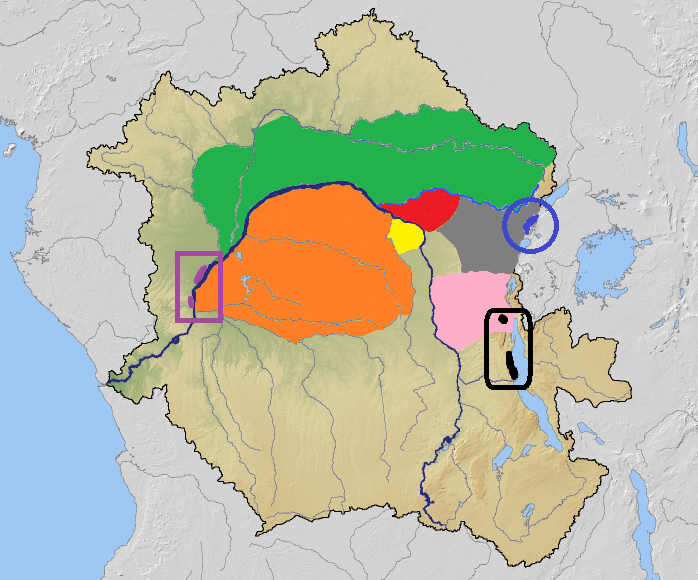
Verbreitungsgebiete der zentralafrikanischen Arten:
Oustalet-Stummelaffe
Thollon-Stummelaffe
Lualaba-Stummelaffe
Lomami-Stummelaffe
Ulindi-Stummelaffe
Semliki-Stummelaffe
Bouvier-Stummelaffe
Luvua-Stummelaffe
Hybridisierungsgebiet

Das Verbreitungsgebiet ist ein kleines Areal am rechten Ufer des Kongos in der Republik Kongo, das sich von der Mündung des Likouala-aux-Herbes östlich des Sangha bis zum Unterlauf des Alima, beides Nebenflüsse des unteren Kongos, erstreckt. Sichtungen vom Inoni aus dem Lefini Faunal Reserve etwas weiter südlich des bekannten Verbreitungsgebietes sind nicht bestätigt. Der Lebensraum umfasst Sumpfwälder.

## Lebensweise
Über die Lebensweise des Bouvier-Stummelaffen ist nur wenig bekannt. Die Art ist tagaktiv und baumbewohnend. Die Nahrung ist vegetarisch und umfasst junge und reife Blätter, Früchte, Blüten, Knospen und wahrscheinlich Samen. Über das Wanderungs-, Fortpflanzungs- und Sozialverhalten liegen keine Informationen vor.

## Status
Die IUCN listet den Bouvier-Stummelaffen in der Kategorie „vom Aussterben bedroht“ (critically endangered) mit dem Zusatz „wahrscheinlich ausgestorben“ (possibly extinct). Ferner steht er in Anhang II des CITES-Abkommens und in Klasse B der African Convention on the Conservation of Nature and Natural Resources. Nach einem letzten Nachweis im Jahr 1970, wurde schon das Aussterben dieser Art vermutet, jedoch gelang es dem belgischen Primatologen Lieven Devreese im März 2015 20 Exemplare am linken Ufer des Lengoué in der Republik Kongo wiederzuentdecken und zu fotografieren. Die Art wird schwer für den Bushmeat-Markt bejagt und der Lebensraumverlust in der Region hat erheblich zum Rückgang dieser und anderer Arten beigetragen. Untersuchungen im bekannten Verbreitungsgebiet und im Lefini Faunal Reserve sind notwendig, um den Status dieser wenig bekannten Primatenart zu klären.